# فؤاد جميل (لاعب كرة قدم)
فؤاد جميل كان لاعب كرة قدم مصري سابق من مواليد عام 1897، وشارك مع منتخب مصر في بطولة كرة القدم للرجال في دورة الألعاب الأولمبية الصيفية لعام ١٩٢٤.

## مسيرته المهنية

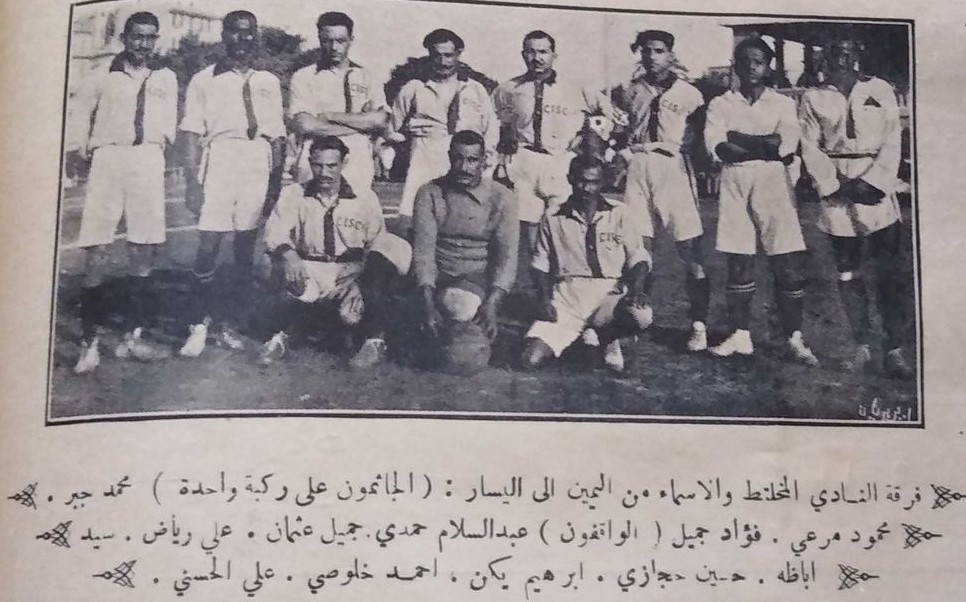
فؤاد جميل (اللاعب الأول الجالس على اليمين) مع فريق نادي الزمالك عام 1921.

لعب فؤاد جميل كمدافع في صفوف فريق نادي الزمالك لكرة القدم وقت أن كان يسمى بالنادي المُختلط، وفاز معه بكأس السلطان حسين عام ١٩٢١، ليصبح بذلك أول فريق مصري يفوز بلقب رياضي على الإطلاق، وأول فريق مصري يفوز ببطولة كأس الملك حسين، والتي كانت تهيمن عليها الفرق البريطانية بعد فوزه على فريق نادي شرودرز البربطاني في المباراة النهائية التي أقيمت في 7 مايو (أيار) 1921. كما انضم فؤاد جميل أيضًا إلى صفوف منتخب مصر لكرة القدم حيث لعب في مركز الظهير الأيسر، وشارك معه في منافسات كرة القدم للرجال في دورة الألعاب الأولمبية الصيفية لعام ١٩٢٤، والتي أقيمت في باريس بفرنسا، واستطاع أن يُحقق مع المنتخب المصري أول فوز رسمي له في تاريخ مُشاركاته في البطولة، عندما فاز على منتخب المجر بثلاثة أهداف مُقابل لا شيء في المباراة التي جمعتهما في 29 مايو (أيار) 1924 في الدور الثاني من منافسات البطولة.

## الألقاب
حقق فؤاد جميل خلال مشاركاته مع نادي الزمالك الألقاب والبطولات التالية:
- كأس السلطان حسين عام 1921.
- كأس السلطان حسين عام 1922.
- بطولة كأس مصر عام 1922.
- بطولة دوري القاهرة لكرة القدم عام 1922.
- بطولة دوري القاهرة لكرة القدم عام 1923.
- كأس الملك فؤاد لكرة القدم عام 1924.
- كأس الملك فؤاد لكرة القدم عام 1925.
- بطولة دوري القاهرة لكرة القدم عام 1928.
- بطولة دوري القاهرة لكرة القدم عام 1929.
- بطولة دوري القاهرة لكرة القدم عام 1930.
- بطولة كأس مصر عام 1932.